# Afrocalathea rhizantha
Afrocalathea es un género monotípico de planta herbácea perteneciente a la familia Marantaceae. Su única especie: Afrocalathea rhizantha (K.Schum.) K.Schum. in H.G.A.Engler (ed.), Pflanzenr., IV, 48: 51 (1902), es originaria de Nigeria y del centro y oeste de África tropical.

## Descripción
Es una planta herbácea rizomatosa perennifolia y acaulescente con 1-2 hojas que aparecen desde un rizoma nudoso.

## Taxonomía
Afrocalathea rhizantha fue descrita por Karl Moritz Schumann y publicado en Das Pflanzenreich 51. 1902.
Sinonimia
- Calathea rhizantha K.Schum., Bot. Jahrb. Syst. 15: 433 (1892).[2]